# 샤프트 (2000년 영화)
《샤프트》(영어: Shaft)는 미국에서 제작된 존 싱글턴 감독의 2000년 액션 범죄 스릴러 영화이다. 새뮤얼 L. 잭슨이 제목의 주인공을 맡았고, 그 외에 버네사 윌리엄스, 제프리 라이트, 크리스천 베일 등이 출연하였다. 스콧 루딘 등이 제작에 참여하였다.
샤프트 영화 시리즈 네 번째 작품이며 시리즈 첫 번째 영화인 《샤프트》(1971)의 세 번째 속편이다. 기존 세 작품에서 리처드 라운트리가 연기했던 존 섀프트의 조카를 새 주인공으로 내세웠으며, 삼촌과 조카가 동일한 이름을 가졌다는 설정을 부여하였다.
2019년 소급적 연속성을 적용해 새뮤얼 L. 잭슨과 리처드 라운트리가 부자 관계로 등장하는 동명 속편이 개봉하였다.

## 줄거리
1998년 부동산 재벌의 인종 차별 주의자 아들 월터 웨이드 주니어가 한 흑인 청년을 사망에 이르게 한다. 뉴욕 경찰국 형사 존 섀프트가 웨이드를 체포하지만 보석금을 내고 나온 웨이드는 그대로 스위스로 도주한다. 
2년 뒤 섀프트는 미국으로 돌아온 웨이드를 체포하는 데 성공한다. 이번에 웨이드는 여권을 압수당하지만 또 보석금을 내고 풀려난다. 충격을 받은 섀프트는 웨이드에게 자신만의 정의를 실현하기 위해 경찰을 그만 둔다. 
한편 경찰소 유치장에서 마약왕 피플스를 알게 된 웨이드는 피플스에게 과거 사건 목격자를 제거해달라고 의뢰한다. 피플스는 섀프트의 전 동료들인 러젤리와 그로브스에게 섀프트를 미행하게 한다. 

## 출연
- 새뮤얼 L. 잭슨 - 존 섀프트 형사 역
- 버네사 윌리엄스 - 카먼 배스케즈 역
- 제프리 라이트 - 피플스 허낸데즈 역
- 크리스천 베일 - 월터 웨이드 주니어 역
- 메카이 파이퍼 - 트레이 하워드 역
- 버스타 라임스 - 러산 역
- 댄 허데이야 - 잭 러젤리 형사 역
- 루빈 산티아고허드슨 - 지미 그로브스 형사 역
- 조지프 서머 - 커트 플레밍 역
- 린 시그펜 - 칼라 하워드 역
- 토니 콜렛 - 다이앤 폴메리 역
- 필립 보스코 - 월터 웨이드 시니어 역
- 팻 힝글 - 데니스 브래드퍼드 판사 역
- 리 터거슨 - 루거 형사 역
- 대니얼 본바건 - 키어니 경위 역
- 소니아 손 - 앨리스 역
- 피터 맥로비 - 크로머티 경위 역
- 엘리자베스 뱅크스 - 트레이의 친구 역
- 로런스 테일러 - 러몬트 역
- 안드레이 로이오 - 문신이 있는 남자 역
- 글로리아 루번 - 카운실 경사 역
- 리처드 라운트리 - 삼촌 존 섀프트 역
- 아이작 헤이스 - T 씨 역

## 기타 제작진
- 공동 제작: 에릭 스틸
- 협력 제작: 마크 로이볼
- 배역: 아일린 스타거
- 미술: 퍼트리치아 본브랜던스타인
- 의상: 루스 E. 카터